# Margaret Alice Murray
Pour les articles homonymes, voir Murray.
 (août 2016).
 (novembre 2018).
Margaret Alice Murray (Calcutta, Inde, 13 juillet 1863 - 13 novembre 1963) est une anthropologue et égyptologue britannique.
Elle était bien connue dans les cercles d'universitaires pour ses contributions savantes à l'égyptologie et à l'étude du folklore qui a mené à la théorie paneuropéaniste, la religion païenne préchrétienne fondée autour du dieu cornu. Ses idées sont reconnues pour avoir sensiblement influencé l'apparition des religions néopaganistes de la Wicca et du reconstructionisme. Cependant, la réputation d'érudite dans le domaine de la sorcellerie de Margaret Murray a été critiquée par la plupart des historiens en raison de sa tendance prononcée à manipuler ou à interpréter subjectivement l'évidence, pour se conformer à la théorie.

## Biographie
Margaret Murray est née à Calcutta, en Inde le 13 juillet 1863. Après une enfance en Inde, et malgré l'opposition de sa famille, elle suit des études de linguistique et d'anthropologie à l'University College de Londres. Elle accompagne ensuite l'archéologue Flinders Petrie dans ses campagnes de fouille en Palestine et en Égypte à la fin des années 1890. À son retour, elle obtient un poste de lectrice à l'University College. Elle mène également des tâches de catalogage dans des musées de Dublin, Édimbourg et Manchester, ainsi qu'à l'Ashmolean Museum d'Oxford.
Murray est la première femme égyptologue employée au musée de Manchester. En 1908, elle entreprend l'ouverture de la « tombe des deux frères », une sépulture non royale du Moyen Empire fouillée en Égypte par Flinders Petrie. Cette expérience est considérée comme la première étude interdisciplinaire des momies et c'est ce qui a déclenché les ouvertures suivantes, comme celles effectuées par le professeur Rosalie David dans les années 1970.
Son travail et son association avec Flinders Petrie l'aide à obtenir une place à l'University College de Londres en tant que maître de conférences. Le texte le plus connu et le plus controversé de Murray, The Witch Cult in Western Europe (Le culte des sorciers en Europe occidentale) est édité en 1921. Trois ans plus tard, en 1924, elle devient professeur assistant d'égyptologie à l'University College de Londres, un poste qu'elle occupe jusqu'à sa retraite en 1935. En 1926, elle devient membre de l'institut britannique d'anthropologie. Murray est devenue présidente de la Folklore society en 1953. Dix ans après, âgée de 100 ans, Margaret Murray publie son dernier ouvrage, une autobiographie intitulée My First Hundred Years (Mes cent premières années) (1963). Elle est morte de mort naturelle un peu plus tard dans l'année.
« J'ai rencontré Margaret Murray cette année, en 1963. C'était une femme résolument forte, même si elle était alitée. En l'espace de quelques mois elle m'a transmis un amour pour l'égyptologie qui s'est avéré être une passion de toute une vie. »
— Tim Walker

## Les théories de Murray en matière de sorcellerie
La renommée de Marguerite Murray lui vient de la publication de son ouvrage The Witch-Cult in Western Europe en 1921, pendant une période où elle ne pouvait pas effectuer de travaux en Égypte. Elle y présente les principaux éléments de sa thèse affirmant qu'une résistance païenne souterraine opposée à l'église chrétienne a existé en Europe. Le livre fait d'abord l'objet de comptes-rendus assez défavorables, puis connaît une grande popularité : Margaret Murray se voit confier en 1929 la rédaction de l'article « Witchcraft » de l'Encyclopædia Britannica, qui sera republié tel quel jusqu'en 1969. Ainsi exposées au grand public, ses thèses exercent une influence considérable sur un grand nombre d'écrivains, de journalistes et de cinéastes, parmi lesquels Aldous Huxley et Robert Graves. Sa description des rituels de sorcellerie inspire directement Gerald Gardner, fondateur de la Wicca.
Dans son ouvrage, Murray soutient que des païens, réunis en covens de treize personnes, vouaient un culte à un dieu masculin et que ces croyances païennes, datant du néolithique, s'accompagnaient de sacrifices humains secrets jusqu'à ce qu'ils soient découverts lors de la chasse aux sorcières en 1450. Pour elle, les descriptions de sabbat effectuée au cours des procès de sorcellerie sont des retranscriptions de rituels d'un culte organisé, lui-même lié à cette religion préchrétienne de la fertilité qui aurait survécu partout en Europe.
En dépit de leur nature sanglante, les cultes décrits par Murray étaient intéressants du point de vue de l'importance de la liberté de la femme, de la sexualité accomplie et de la résistance à l'oppression de l'Église. La popularité des idées de Murray peuvent être attribuées à l'image d'une Angleterre rurale profonde et romantique, opposée au modernisme et aux horreurs de la Première Guerre mondiale.

### Critique des théories de Murray
Les théories de Murray ont souvent été critiquées par des historiens spécialisés dans la sorcellerie comme C. L'Estrange Ewen (auteur de Witch Hunting and Witch Trails, 1929) qui les a qualifiées de bêtises « insipides ». Cette réception critique des travaux de Murray a souvent entaché l'accueil de ses livres. On convient généralement que les idées de Murray, bien que justes, étaient le résultat de fausses interprétations et d'information exagérées, prises auprès de sources non confirmées.
Elle est également accusée de manipuler ses sources textuelles pour écarter tout élément gênant, comme les aveux de vol nocturne pour se rendre au sabbat ou les transformations en animaux. Des ouvrages comme Europe's Inner Demons (Les démons de l'Europe) de Norman Cohn (1973) ou A Razor for a Goat d'Elliot Rose (1962) constituent des critiques systématiques des œuvres de Margaret Murray. L'historien italien Carlo Ginzburg, dont les Batailles nocturnes (1980) semblent accréditer la thèse d'une religion liée à la fertilité, explicite ensuite son opposition aux thèses de Murray dans Le Sabbat des sorcières (1989) : il lui reproche de confondre des aveux et des faits ainsi que des manipulations textuelles. Il déclare ainsi que « presque tous les historiens de la sorcellerie sont aujourd'hui d'accord pour juger que les livres de Margaret Murray (comme l'ont fait les premiers auteurs de comptes-rendus) sont des travaux d'amateurs, absurdes et dépourvus de toute valeur scientifique ».
D'autres historiens et spécialistes de renom tels Ronald Hutton, G. L. Kittredge ou Keith Thomas ont également rejeté les thèses de Murray. À ce propos, Jeffrey Burton Russell (auteur de History of Witchcraft: Sorcerers, Heretics, and Pagans, 2005) observe :
« Les connaissances modernes rejettent la thèse de Murray et toutes ses variantes. Les érudits sont allés trop loin dans la thèse de Murray, bien que beaucoup de fragments de religion païenne apparaissent dans la sorcellerie médiévale. Mais les faits prouvent que la thèse de Murray est insoutenable. L'argument sur le vestige d'un quelconque culte de la fertilité de l'Antiquité jusqu'au Moyen Âge est truffé d'erreurs. »
Les idées originales de Murray ont été fortement influencées par les travaux de l'anthropologue James George Frazer qui, dans Le Rameau d'or, a détaillé sa thèse d'une croyance mondiale à un roi sacré qui a été sacrifié. Les idées de James Frazer ont toutefois été contestées par les anthropologues contemporains qui jugent ses recherches réductionnistes et manquant de rigueur scientifique.
Les sources de Murray étaient en général limitées :
« Quelques travaux bien connus auprès des démonologistes continentaux, quelques tracts imprimés en Angleterre et un certain nombre de documents sur les sorcières écossaises. La majorité de ses ouvrages n'ont pas été publiés et ont été complètement ignorés. »
— Hutton, 1991
Un exemple de la méthodologie contestable de Murray se trouve dans son concept de covens de treize membres : elle a uniquement travaillé sur un ouvrage écossais parmi les milliers de textes existants sur les sorcières, et en recherchant d'autres covens de treize membres, elle a exclu ou ajouté des individus jusqu'à ce que le total de treize personnes soit atteint pour n'importe quel coven étudié. Par exemple, dans le cas des sorcières d'Aberdeen de 1597, vingt-quatre ont été brûlées pour sorcellerie et sept autres ont été bannies. Murray a énuméré seulement vingt-six des accusées pour arriver à deux covens de treize personnes. Des quatorze personnes accusées de sorcellerie à St Osyth, deux ont été pendues. Murray n'en a cité que treize pour confirmer sa théorie.
Murray a également caché des sources pour confirmer ses théories. Elle rendait ses travaux accessibles à tous en simplifiant ses descriptions, mais omettait des éléments surprenants : elle n'a pas parlé des cas où les sorcières supposées ont dit qu'elles s'envolaient pour se rendre aux réunions, ou qu'elles se transformaient en animaux, ni rapporté des apparitions et des disparitions soudaines du diable. Selon Kitteredge et d'autres historiens, le sabbat est à peine mentionné dans les ouvrages de sorcellerie en Angleterre, pourtant Murray l'a considéré comme universel. De plus, Murray a postulé l'existence d'un mouvement souterrain de résistance à l'Église médiévale, mais certains pensent que cela semble peu probable, car l'hégémonie politique de l'Église était bien trop grande. La vision de l'Église était tellement établie qu'il n'y avait pas de place pour d'autres idées, ainsi, on a considéré que Murray avait un parti pris. L'histoire de la période médiévale montre que les plus petites sectes hérétiques ont été trouvées et éliminées. De la sorte, l'idée que le culte clandestin européen proposé par Murray ait pu demeurer secret jusqu'au milieu du XVe siècle semble peu probable.
Encore plus douteux, Murray pensait que les témoignages de procès de sorcières, souvent recueillis sous la torture ou la menace de la torture, étaient précis, car leur unanimité prouvait la validité du système de croyance qu'elle proposait. Cependant, les inquisiteurs ont très probablement posé des questions insidieuses et fermées jusqu'à ce qu'ils aient obtenu les réponses qu'ils voulaient, de manière qu'ils puissent exécuter ou condamner les accusés. Le système logique qu'elle a trouvé était en partie semblable à celui de la sorcellerie satanique définie dans des livres comme Malleus Maleficarum, qui insistent sur le fait que les sorcières ont procédé à des sacrifices humains et des orgies sexuelles, accusations avec lesquelles Murray était partiellement d'accord. Dans les livres anglais, elle a privilégié en particulier des textes comme ceux de Matthew Hopkins où les témoignages ont été recueillis de manière douteuse et ont été ensuite déformés.
Malgré ces nombreuses critiques, il subsiste des partisans des théories de Murray qui voient chez ses détracteurs une réticence à accepter les thèses de l'auteur parce qu'elles étaient trop novatrices et, par là, sujettes à controverses comme les thèses nouvelles relatives à Jeanne d'Arc. Parallèlement, ils ne manquent pas d'insister sur le fait que Murray a été une réelle pionnière, l'une des premières à investir un domaine d'études où les femmes ont depuis fait leurs preuves.

### Ses derniers écrits
Les derniers livres de Murray ont été écrits pour un plus grand public et dans un genre plus imaginatif et divertissant que les travaux universitaires habituels. Le Dieu des sorcières, écrit en 1931, prétendait que le culte sorcier vénérait un dieu à cornes dont les origines remontaient à la préhistoire. Il a été prouvé depuis que les sorcières adoraient un dieu semblable à Satan, tout comme le disait Murray[réf. nécessaire]. Ainsi, selon Murray, les témoignages sur Satan illustraient en fait des rassemblements païens avec leur prêtre portant un casque à cornes pour représenter leur dieu cornu. Il n'est pas étonnant alors, que le culte sorcier de Murray ne se concentrait pas sur une déesse, à la différence de la Wicca moderne. Murray s'est aussi penchée sur le meurtre de l'archevêque de Cantorbéry, Thomas Becket, prétendant prouver qu'il était aussi un païen :
« La mort de Thomas Becket présente beaucoup de faits qui sont explicables par la théorie selon laquelle il était le représentant d'un roi divin. »
— Murray 171
Murray est devenue ensuite de plus en plus sensible dans la défense de ses idées, clamant que tous ceux qui s'opposaient à elle ne comprenaient pas cette religion. Dans Le divin roi d'Angleterre, écrit en 1954, elle prétendait qu'il y avait eu une conspiration secrète de païens parmi la noblesse anglaise, la même noblesse anglaise qui a fourni les principaux membres de l'Église. L'étrange mort de Guillaume II, roi d'Angleterre, était un sacrifice rituel d'un roi sacré, effectué par Henri Ier, un homme si pieux qu'il a plus tard fondé une des plus grandes abbayes d'Angleterre. Cette conspiration secrète, avait déjà selon elle, tué beaucoup de souverains anglais auparavant, comme Jacques Ier au XVIIe siècle. Jeanne d'Arc - dont la piété catholique a été certifiée dans de nombreux documents (comme la lettre qu'elle a dicté en menaçant de mener une croisade contre les Hussites), et qui a été jugée par un tribunal dont les membres ont plus tard admis que sa condamnation était essentiellement due à des motifs politiques - a été considérée comme une martyre païenne par Murray. Ses descriptions des sacrifices de ces personnes conduisent à la spéculation et elles n'ont pas été prises au sérieux même par ses défenseurs les plus acharnés, bien qu'elles aient été ré-utilisées dans d'autres livres.

## L'influence de la thèse de Murray dans la pensée universitaire moderne
Dans une lecture moins sérieuse, on peut voir énormément d'idées païennes à travers l'histoire de l'Europe, et le travail de Murray a fait beaucoup pour montrer cette part cachée de l'histoire de la religion en Europe. Les individus ou les groupes isolés ont certainement eu des coutumes et des rituels qui ne faisaient pas partie du dogme chrétien ordinaire des signes d'une telle croyance peuvent être vus dans l'architecture de certaines églises et dans des légendes locales. Cependant, ces pratiquants se considéraient comme chrétiens. Il est également difficile de définir clairement ce qui constitue une croyance « païenne », car les croyances sur les esprits, les fées, etc. continuent à exister dans les cultures chrétiennes.
Il y a eu quelques universitaires qui, tout en admettant que Murray a exagéré et a falsifié certains témoignages, ont été influencés par ses idées. Le plus important est Carlo Ginzburg qui a découvert, dans des livres de l'inquisition, des écrits sur les membres d'un culte agraire, les benandanti en Italie. Il y a vu des signes montrant que ce culte descendait d'une antique religion de la fertilité. Ces benandanti se considéraient comme des ennemis des sorcières. Pour Ginzburg, ils faisaient partie du folklore du chamanisme indo-européen. Cependant, les éléments les plus importants de la thèse de Murray ont toujours été rejetés. Il n'y avait aucun culte païen universel dans l'ensemble de l'Europe chrétienne. Il y a cependant des restes possibles de traditions païennes de la période médiévale, et quelques divinités païennes ont pu être transformées en saints chrétiens ou avoir été considérées comme des fées ou d'autres créatures semblables.

## L'héritage de sa pensée
Tout comme les livres populaires modernes sur les théories du complot, les travaux sensationnels de Murray sont devenus des best-sellers à partir des années 1940 et étaient généralement considérés comme plausibles. En effet, l'influence de Murray était encore grande dans la pensée populaire, bien que, comme noté au-dessus, les universitaires aient mis en évidence les inexactitudes dans ses travaux qui ont conduit à de mauvaises conclusions.
Jacqueline Simpson reproche aux historiens contemporains de réfuter trop rapidement les idées de Murray. On a vu que dans les années 1930, ses livres ont conduit à la création des covens murrayens (petits cercles de sorciers), dont l'un a probablement été dirigé par Gerald Gardner dans les années 1940. Gardner est ensuite devenu l'un des fondateurs de la Wicca, une branche influente du néo-paganisme contemporain. L'expression affectueuse « la Vieille religion », employée par les païens pour écrire une religion païenne héréditaire, vient de la théorie murrayenne, bien que beaucoup reconnaissent de plus en plus que « les vieilles religions » (au pluriel) seraient plus exact. D'autres termes et concepts de la Wicca comme les covens, l'esbat, la roue de l'année dans le calendrier de la Wicca, et le dieu cornu, sont clairement influencés ou dérivés directement des travaux de Murray, bien que ceci n'infirme pas de telles pratiques modernes. Les idées de Murray sont partiellement responsables d'un regain pour la croyance en une matriarcate européenne ancienne et a permis de prendre en considération la chasse aux sorcières, qui a eu et a un impact sur la vie des femmes encore aujourd'hui. Ses idées ont également inspiré d'autres auteurs, comme H. P. Lovecraft et Dennis Wheatley ou encore Robert Graves. On dit que le personnage de Rose Lorimer, une universitaire obsédée dans la nouvelle Anglo-Saxon Attitudes de Angus Wilson paru en 1956, est en partie inspiré du Murray et de Frances Yates.

## Publications
- (en) The Osireion at Abydos (1904)
- (en) Saqqara Mastabas. Part I; Part II. With chapters by Kurt Sethe (1905)
- (en) Saqqara Mastabas Part I and Gurob. Gurob by L. Loat (1905)
- (en) Elementary Egyptian Grammar (1905)
- (en) Index of Names and Titles of the Old Kingdom (1908)
- (en) Elementary Coptic (Sahidic) Grammar (1911). Second edition 1927
- Ancient Egyptian legends (1913)
- (en) The Witch-cult in Western Europe (1921) (trad. Le Culte des sorciers en Europe occidentale) [lire en ligne]
- (en) Excavations in Malta, vol. 1-3 (1923 ; 1925 ; 1929)
- (en) Egyptian Sculpture (1930)
- (en) Egyptian Temples (1931)
- (en) Cambridge Excavations in Minorca, vol. 1-3 (1932 ; 1934 ; 1938)
- (en) God of the Witches (1933, Ed. 1960) (trad. Le Dieu des sorcières, publié chez Denoël en 1957)
- (en) Petra, the rock city of Edom (1939)
- (en) A Street in Petra (1940)
- (en) Ancient Egyptian Religious Poetry (1949)
- (en) The Splendour That Was Egypt. A General Survey of Egyptian Culture and Civilisation (1949)
- (en) The Divine King in England. A Study in Anthropology (1954)
- (en) The Genesis of Religion (1963)
- (en) My First Hundred Years (1963)